# Вершины (Городнянский район)
Вершины (укр. Вершини) — посёлок,
Ваганичский сельский совет,
Городнянский район,
Черниговская область,
Украина.
Код КОАТУУ — 7421481603. Население по переписи 2001 года составляло 15 человек .

## Географическое положение
Посёлок Вершины находится на расстоянии в 1 км от сёл Барабановское и Свитанок.
Около села большое озеро.